# Nossa Senhora das Dores (kommun)
Nossa Senhora das Dores är en kommun i Brasilien.   Den ligger i delstaten Sergipe, i den östra delen av landet, 1 300 km nordost om huvudstaden Brasília. Antalet invånare är 24 579.
Följande samhällen finns i Nossa Senhora das Dores:
- Nossa Senhora das Dores

Omgivningarna runt Nossa Senhora das Dores är huvudsakligen savann. Runt Nossa Senhora das Dores är det ganska glesbefolkat, med 42 invånare per kvadratkilometer.